# Kloptaň
Kloptaň – szczyt na Słowacji w Górach Wołowskich, w paśmie Kojszowskiej Hali

## Położenie
Główny grzbiet gór, na którym znajduje się Kloptaň, należy do najdłuższych wschodniosłowackich grzbietów górskich. Przez szczyt oraz po grzbiecie prowadzi czerwony szlak turystyczny, zwany Szlakiem Bohaterów Słowackiego Powstania Narodowego. Jest dobrze widoczny tak z północnej strony z Doliny Hnileckiej, jak i z południa, ze Krasu Słowackiego. Oferuje wspaniały widok na szeroką okolicę, którego jakość dopełnia wieża widokowa, postawiona w 1999. Przy czystym powietrzu jest stąd piękny widok na Wysokie Tatry. Na szczycie znajduje się łąka z interesującą florą górską i księga wejść.

## Rezerwat
Na Kloptaňu i w okolicach utworzono w 1993 rezerwat przyrody Kloptaň na obszarze ponad 27 ha. Przeważa w nim buk, klon jawor i duża ilość jodeł.

## Szlaki turystyczne
- szlakiem z Trzech Studni (słow. Tri studne) – 5,1 km, 1 h 21' (Cesta hrdinov SNP);
- szlakiem z przełęczy Jedľovec – 4 km, Cesta hrdinov SNP;
- szlakiem z Mníška nad Hnilcom.